# Benetton B191
A Benetton B191 egy Formula–1-es versenyautó, amelyet a Benetton tervezett az 1991-es Formula–1 világbajnokságra. Áttervezett, B191B kódnevű változatával versenyeztek az 1992-es idény első három futamán. Pilótái 1991-ben Nelson Piquet és Roberto Moreno voltak, valamint az utóbbit a szezon második felétől váltó Michael Schumacher; 1992-ben pedig Schumacher és Martin Brundle.

## Áttekintés
Csak a szezon harmadik futamán debütált az autó, addig a B190 átdolgozott változatával versenyeztek. A csapat motorszállítója egy exkluzív szerződés alapján maradt továbbra is a Ford, a gumiabroncsokat pedig a Pirelli biztosította. A Tyrrell által az előző évben bevetett emelt orrot a Benetton lemásolta.
Viszonylag versenyképes autó volt, egyszer győzni is sikerült vele, a kanadai nagydíjon, amely Piquet utolsó győzelme is volt. Ez váratlan győzelem volt, ugyanis Nigel Mansell kényelmesen vezette a futamot, ám az utolsó körén, állítólag azért, mert a közönségnek integetés közben véletlenül megnyomott egy gombot, lefulladt a motorja, így Piquet gyakorlatilag fél körrel a vége előtt vette át a vezetést. Az olasz nagydíjtól kezdve Moreno és az akkor a Jordannél debütáló Schumacher helyet cseréltek az idény hátralévő részére.

## Eredmények
(Táblázat értelmezése)

(Félkövér: pole-pozícióból indult; dőlt: leggyorsabb kört futott) 

| Év   | Csapat              | Kasztni | Motor     | Gumik | Pilóták            | 1   | 2   | 3   | 4   | 5   | 6   | 7   | 8   | 9   | 10  | 11  | 12  | 13  | 14  | 15  | 16  | Pontok | Helyezés |
| ---- | ------------------- | ------- | --------- | ----- | ------------------ | --- | --- | --- | --- | --- | --- | --- | --- | --- | --- | --- | --- | --- | --- | --- | --- | ------ | -------- |
| 1991 | Camel Benetton Ford | B191    | Ford HBA5 | P     |                    | USA | BRA | SMR | MON | CAN | MEX | FRA | GBR | GER | HUN | BEL | ITA | POR | ESP | JPN | AUS | 38.5*  | 4.       |
| 1991 | Camel Benetton Ford | B191    | Ford HBA5 | P     | Roberto Moreno     |     |     | 13  | 4   | KI  | 5   | KI  | KI  | 8   | 8   | 4   |     |     |     |     |     | 38.5*  | 4.       |
| 1991 | Camel Benetton Ford | B191    | Ford HBA5 | P     | Michael Schumacher |     |     |     |     |     |     |     |     |     |     |     | 5   | 6   | 6   | KI  | KI  | 38.5*  | 4.       |
| 1991 | Camel Benetton Ford | B191    | Ford HBA5 | P     | Nelson Piquet      |     |     | KI  | KI  | 1   | KI  | 8   | 5   | KI  | KI  | 3   | 6   | 5   | 11  | 7   | 4   | 38.5*  | 4.       |
| 1992 | Camel Benetton Ford | B191B   | Ford HBA5 | G     |                    | RSA | MEX | BRA | ESP | SMR | MON | CAN | FRA | GBR | GER | HUN | BEL | ITA | POR | JPN | AUS | 91*    | 3.       |
| 1992 | Camel Benetton Ford | B191B   | Ford HBA5 | G     | Michael Schumacher | 4   | 3   | 3   |     |     |     |     |     |     |     |     |     |     |     |     |     | 91*    | 3.       |
| 1992 | Camel Benetton Ford | B191B   | Ford HBA5 | G     | Martin Brundle     | KI  | KI  | KI  |     |     |     |     |     |     |     |     |     |     |     |     |     | 91*    | 3.       |

* 6 pontot szereztek a B190B-vel
* 80 pontot szereztek a B192-vel